# Avril 2019
Avril 2019 est le 4e mois de l'année 2019.

## Climat
C’est en 2019 le deuxième mois d’avril le plus chaud de l’ère thermométrique, remontant à 1880. En 2020, il deviendra le troisième mois le plus chaud mesuré, car le mois d'avril 2020 le surpassera de 0,08 °C et deviendra ainsi le deuxième d'avril mois le plus chaud. Le mois d'avril le plus chaud enregistré étant avril 2016.

## Évènements
- 2 avril : le président de l'Algérie, Abdelaziz Bouteflika, annonce sa démission après 20 années de pouvoir. L'homme qui avait ramené la stabilité dans le pays à l'issue de la décennie noire était physiquement diminué depuis un AVC en 2013 et faisait face à d'importantes manifestations depuis le mois de février[3]. Abdelkader Bensalah assure l'intérim.
- 3 avril :
  - élections législatives aux Îles Salomon ;
  - un nouveau code pénal (inspiré de la charî'a) est instauré dans le sultanat de Brunei ; il prévoit - entre autres - l'exécution des homosexuels, des adultères et des violeurs par lapidation et l'amputation des voleurs[4].
- 4 avril : en Libye, le Field marshal Khalifa Haftar (agissant pour le compte du gouvernement de Tobrouk) lance une offensive pour prendre Tripoli au gouvernement d'union nationale.
- 5 avril : sortie de la version du remix avec Billy Ray Cyrus du single Old Town Road de Lil Nas X, qui battra des records de longévité au Billboard et contribue très largement à faire connaître le Country rap aux États-Unis et dans le monde.
- 6 avril : élections législatives aux Maldives.
- 7 avril : élections législatives en Andorre.
- 8 avril :
  - en Inde, dans l'État d'Assam, Shaukat Ali, un homme musulman de 68 ans accusé de vendre du bœuf (ce qui n'est pas illégal en soi, conformément à la loi ambiguë de 1950 sur la préservation du bétail) et d'être un immigré bangladais est attaqué par une foule haineuse qui le force à manger du porc[5] ;
  - Mike Pompeo, le secrétaire d'État des États-Unis, annonce la désignation du corps des Gardiens de la révolution islamique d'Iran comme une organisation terroriste étrangère. Cette décision, qui deviendra effective à compter du 15 avril, est inédite puisque c'est la première fois que le gouvernement américain désigne une partie d'un autre gouvernement en tant qu'organisation terroriste[6],[7].
- 9 avril : élections législatives en Israël.
- 10 avril :
  - les scientifiques du projet Event Horizon Telescope publient la toute première photographie de l'horizon d'un trou noir (le trou noir supermassif au centre de la galaxie M87) prise à l'aide d'un réseau de huit radiotélescopes à travers le monde[8] ;
  - Homo luzonensis est identifié comme une nouvelle espèce humaine[9].
  - Le référendum Bélizien prévu à ce jour[Quand ?] est finalement reporté pour quelques jours[10].
- 11 avril :
  - début des élections législatives en Inde ;
  - après plusieurs mois de manifestations importantes, le président du Soudan Omar el-Béchir (au pouvoir depuis près de 30 ans) est contraint à la démission par l'armée[11]. Cette dernière met en place un conseil intérimaire dirigé par le ministre de la défense Ahmed Awad Ibn Auf[12].
- 12 avril :
  - au Soudan, le lieutenant général Ahmed Awad Ibn Auf quitte son poste de président du Conseil militaire de transition au profit du lieutenant général Abdel Fattah Abdelrahmane al-Burhan[13] ;
- 14 avril : élections législatives en Finlande.
- 15 avril : un violent incendie ravage la cathédrale Notre-Dame de Paris, détruisant son toit et sa charpente (surnommée « La Forêt ») et faisant chuter sa fameuse flèche.
- 16 avril : Le président américain Donald Trump met son veto à une résolution du Congrès visant à mettre fin au soutien des États-Unis à l'intervention militaire de l'Arabie saoudite dans la guerre civile au Yémen[14].
- 17 avril :
  - élection présidentielle et législatives en Indonésie ;
  - au moins 29 touristes allemands décèdent dans un accident de bus à Caniço sur l'île portugaise de Madère[15].
- 20 au 22 avril : référendum constitutionnel en Égypte.
- 21 avril :
  - des attentats multiples au Sri Lanka font 258 morts ;
  - élection présidentielle en Macédoine du Nord (1er tour) ;
  - élection présidentielle en Ukraine (2e tour), remportée par Volodymyr Zelensky (73,22 %) face au président sortant Petro Porochenko (24,46 %).
- 27 avril : fusillade de la synagogue de San Diego en Californie.
- 28 avril :
  - élections législatives au Bénin ;
  - élections générales en Espagne ;
  - élections municipales au Somaliland.
- 30 avril : abdication de l'empereur du Japon Akihito.

## Climatologie

### France
Avril 2019 a été globalement proche des moyennes. La chaleur et fraîcheur ont alterné.
Des gelées se sont produites le 4 avec un épisode de neige tardif en Rhône-Alpes. Le froid est revenu à partir du 13. Le 14, le thermomètre a atteint −9 °C dans la Marne. À partir du 18 la France a connu un temps plus estival qui s'est prolongé jusqu'à la fin du week-end de Pâques. Le Sud a connu un épisode de fortes pluies le 23. Le mois d'avril s'est terminé dans la fraîcheur.
Finalement, la température est supérieure à la normale de 0,6 °C.
Les précipitations sont conformes aux normales sur l'ensemble de la France mais sont excédentaires au sud et déficitaires au nord,.